# Strömsholm
Strömsholm ist ein Ort (tätort) in der schwedischen Provinz Västmanlands län und der historischen Provinz Västmanland.
Der Ort liegt etwa elf Kilometer südlich von Hallstahammar an der Mündung des Flusses Kolbäcksån in die Mälarbucht Galten in der Gemeinde Hallstahammar. Strömsholm entstand im 17. Jahrhundert im Zusammenhang mit dem Bau des Schlosses Strömsholm.